# Рутценхам
Рутценхам (нем. Rutzenham) — коммуна (нем. Gemeinde) в Австрии, в федеральной земле Верхняя Австрия. 
Входит в состав округа Фёклабрук.  Население составляет 238 человек (на 31 декабря 2005 года). Занимает площадь 4,8 км². Официальный код  —  41733.

## Политическая ситуация
Бургомистр коммуны — Йозеф Фельнер (АНП) по результатам выборов 2003 года.
Совет представителей коммуны (нем. Gemeinderat) состоит из 9 мест.
- АНП занимает 6 мест.
- местный список: 3 места.